# Dave Gorveatt
Pas d'image ? Cliquez ici
Dave Gorveatt est un pilote automobile de stock-car né le 11 décembre 1956 à Charlottetown, Île-du-Prince-Édouard au Canada.
Il fait ses débuts à la piste Raceway Park d'Oyster Bed Bridge à l'Île-du-Prince-Édouard en 1986. En 1991, il se lance dans le championnat MASCAR, série qui précède l'actuel Maritime Pro Stock Tour. En 1997, il devient le premier pilote issu de l'Île-du-Prince-Édouard à remporter une course dans cette série lors d'une épreuve à Scotia Speedworld. La même année, il remporte aussi le championnat de la série.
En 1998 et 2000, il triomphe à nouveau à Scotia Speedworld, cette fois dans le cadre d'épreuves de l'International Pro Stock Challenge.
De 2001 à 2005, il se consacre surtout à la série PASS North. Il récolte une autre victoire, à l'Autodrome Montmagny, en 2002. En 52 départs dans cette série, il cumule 11 top 5 et 24 top 10. Il termine sixième du championnat en 2002.
Intronisé au Maritime Motorsports Hall of Fame en 2010.